# ハンガリー革命 (1919年)

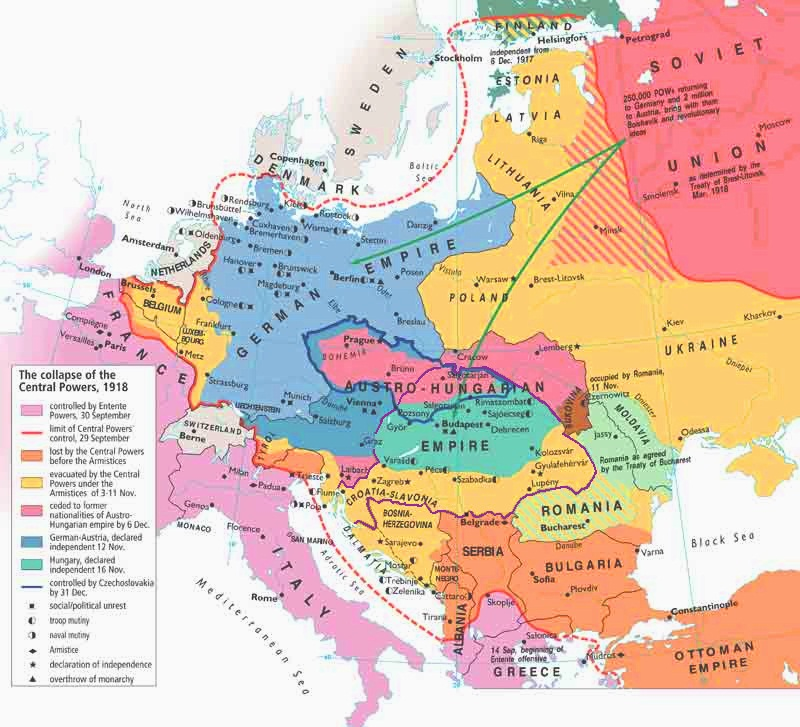
オーストリア＝ハンガリー帝国

ハンガリー革命 (1919年)とは、1918年から1920年の間に発生した革命と介入を指す。
ハンガリーでは1918年、カーロイ・ミハイによるアスター革命で、ハンガリー人民共和国が誕生した。しかし、1919年3月には別の勢力による再革命により、ハンガリー・ソビエト共和国に取って代わられた。1919年この国内紛争は、ハンガリーとその近隣諸国（ルーマニア王国 セルビア王国、クロアチア、スロベニア 及びチェコスロバキア）との間にも軍事紛争をもたらした。結果、ハンガリー・ソビエト共和国はルーマニア王国に占領された。この紛争はヴェルサイユ宮殿で締結されたトリアノン条約によって解決したが、その条約内容は周辺諸国に有利な条件であった。

## 背景
第一次世界大戦と第二次世界大戦の間の中央ヨーロッパの政治的不安定な雰囲気の中、1918年11月にカーロイ・ミハイは旧オーストリア＝ハンガリー帝国時代の領土を確保すべく、第一次世界大戦の戦勝国と交渉したが失敗に終わる。このため大統領カーロイ・ミハイは1919年3月20日に辞職した。その後レーニンが派遣したボルシェビキのクン・ベーラがすぐに権力を独占し、独裁政権を樹立した。

## 軍事衝突
戦時中、ハンガリーの革命軍はチェコスロバキアとルーマニアの軍隊と戦い、フランスもまたこの衝突に際して外交的に深く関与した。 最終的に全体で12万人以上の軍隊がこの紛争に参加した。
ハンガリー軍は5月20日に旧スロバキアを侵略し、数週間でスロバキア南部を奪取し、チェコスロバキアとの戦争を宣言した。 ハンガリー軍の進出に伴い連合国はハンガリー政府に圧力をかけた。約束していたロシアの支援が実現しなかったため、ハンガリーはフランスを中心とした連合国からのからの最終的な裁定を受けてスロバキアから撤退することを余儀なくされた。またルーマニア軍はTiszántúlから撤兵した。
ルーマニアはフランスの指示を無視し、ティサ川の東岸に留まった。 ハンガリー政府は、連合国の決定をルーマニアに遵守させると主張し、外交的による交渉では解決不能と判断し、軍事力により脅威をすべて取り除くことを決定した。
ハンガリーはTiszántúlからルーマニア軍を退去させルーマニア軍に対して攻撃を行い、さらにトランシルヴァニアを取り戻す計画を立てた。 しかし、ハンガリーの攻撃はルーマニアの軍隊に敗北し、外交的決定を無視したルーマニア人はティサ川を渡り、すぐにブダペストに向かって前進した。 ハンガリーの首都は、クンがウィーンに逃げる3日前の8月4日に陥落した。 1919年8月の首都ブダペストを含む、ハンガリーソビエト連邦共和国の破壊とハンガリーの一部のルーマニア占領は戦争を終結させた。 1920年3月にルーマニア軍はハンガリーから大量の貨物を押収した後、ハンガリーから撤退したが、ハンガリーはこれが略奪であると主張した。

## 結果

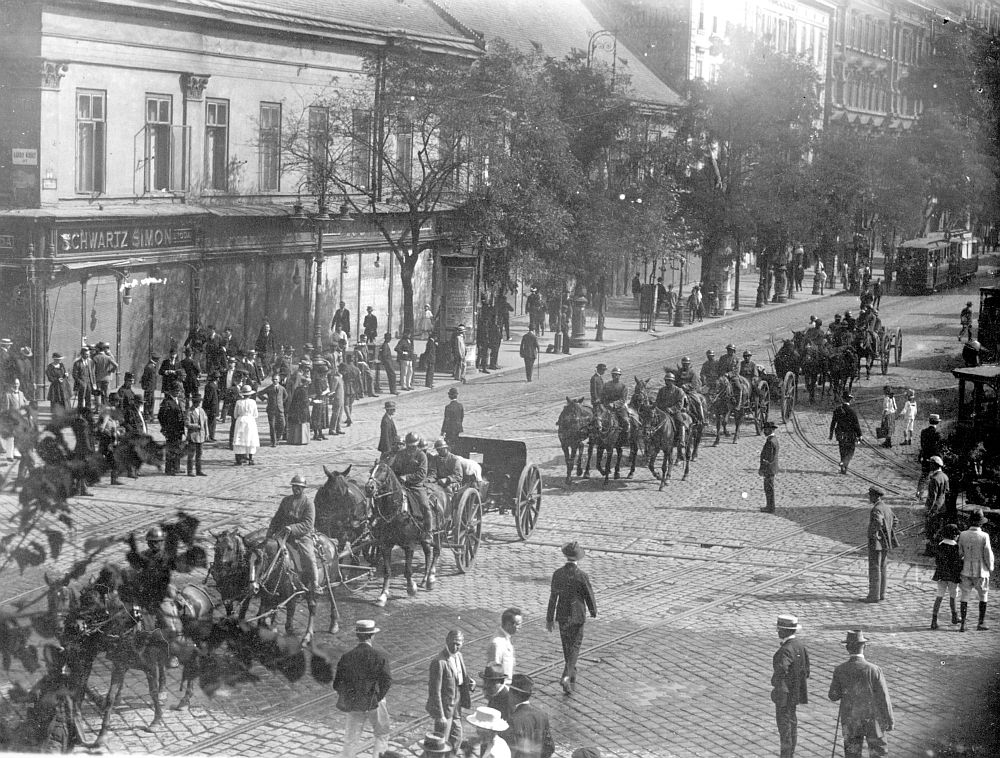
ブダペストを通って行進するルーマニアの砲兵

ハンガリー・ルーマニア戦争によってハンガリーは完全に敗北した。ルーマニアは戦争賠償の名目で、国の車両の50％、家畜の30％、飼料の20万貨物の提供を要求し、さらに政府の支出も管理されることになった。 1920年代初めには、食糧、トラック、機関車、鉄道車両、工場設備、政府のオフィスの電話機やタイプライターなど、豊かな国民生活をおくっていたハンガリーは、ルーマニアによる没収を略奪と見なした。ルーマニアによる略奪は6ヶ月近く続いた。ルーマニアの撤兵後、ホルティ・ミクローシュの「白色革命」軍は旧来の「赤色革命」軍を攻撃した。ハンガリーは、ホルティ・ミクローシュの指示に基づいて軍隊に必要な武器を除いて、すべての戦争により略奪されて物を回収した。

## 参照
- 第一次世界大戦の影響（英語版）
- ハンガリー・ソビエト共和国
- カーロイ・ミハイ（英語版）
- オーストリア＝ハンガリー帝国
- ベラ・クン